# Jarno Parikka
Jarno Parikka (Vantaa, 21 luglio 1986) è un ex calciatore finlandese, di ruolo attaccante.

## Carriera

### Club
Ha giocato per undici stagioni consecutive (dal 2005 al 2015) nella prima divisione finlandese, per un totale di 173 presenze e 35 reti. Ha inoltre segnato un gol in 6 presenze nei turni preliminari di Champions League ed un gol in 6 presenze nei turni preliminari di Europa League.

### Nazionale
Ha partecipato agli Europei Under-21 del 2009; nel medesimo anno ha anche giocato la sua unica partita in carriera con la maglia della nazionale finlandese.

## Palmarès

### Club

#### Competizioni nazionali
- Campionato finlandese: 3

HJK: 2009, 2010, 2011
- Coppa di Finlandia: 3

HJK: 2006, 2008, 2011